# 팔레즈 포위전
팔레즈 포위 또는 팔레즈 포위전(영어: Falaise pocket)은 제2차 세계 대전의 오버로드 작전에서 결정적인 전투였다. 노르망디 상륙 이후 1944년 8월 팔레즈 주변으로 독일군에 대한 포위망이 형성되었고, 제7군과 제5기갑군으로 구성된 독일 B 집단군(공식적으로는 서부기갑군Panzergruppe West)이 이 포위망에 갇히게 되었다. 이 전투로 센강 서쪽에 있는 대부분의 B 집단군이 궤멸되었으며, 이것은 연합군에게 파리와 독일 국경으로 진격할 수 있는 길을 열어주게 되었다.
코브라 작전의 결과로 미군은 노르망디 해변에서 벗어났고, 조지 패튼 장군 휘하의 미국 제3군은 노르망디 남쪽과 남동쪽으로 진격할 수 있게 되었다. 미군의 돌파로 인한 패배와 영국-캐나다의 즉각적인 코몽과 캉 남부 공격에 대해 독일군은 적을 물리칠 무기와 장비가 부족했음에도 불구하고 B 집단군의 사령관인 육군 원수 귄터 폰 클루게는 아돌프 히틀러로부터 철수 승인을 받지 못했고, 오히려 모르탱에서 반격을 수행하라는 명령을 받았다. 감손된 4개의 기갑사단들은 미국 제1군을 물리치기에 충분하지 않았다. 뤼티히 작전은 결과적으로 재앙이었고, 독일군은 더 심각한 연합군의 포위를 맏닥뜨려야 했다 .
8월 8일, 연합군 육군 병력의 총사령관이었던 버나드 로 몽고메리 장군은 B 집단군을 포위하기 위해 연합군을 팔레즈-샹부아 지역으로 모이게 하도록 지시했고, 미국 제1군에게 포위의 남쪽 부분을, 영국 제2군에게 공격 핵심을, 그리고  제1캐나다군에게 포위의 북쪽 부분을 맡게 했다. 독일군은 8월 17일과 8월 19일 후퇴를 시작했고, 연합군은 샹부아에서 만났다. 독일군의 반격으로 연합군의 전선에 틈이 생겼고, 고립 지대의 입구를 감제하던 위치인 262고지에서 독일군이 폴란드 제1기갑사단의 포위를 돌파할 수 있게 했다. 8월 21일 저녁, 포위망은 완전히 닫혔고, 5만 명의 독일군이 이 지대에 갇히게 되었다. 많은 독일군은 탈출하였으나, 병력과 물자 손실이 컸다. 이틀 후인 8월 23일 연합군의 파리 해방이 끝났고, 8월 30일 B 집단군의 잔존 세력은 센강을 건너 철수했다.

## 배경

### 오버로드 작전
오버로드 작전에서 연합군의 첫 목표는 셸부르 항구와 캉을 둘러싸고 있는 지역을 포함하고 있었다. 교두보를 급속하게 확장하는 연합군의 공격은 침공군을 파괴하려는 독일군의 초기 시도들을 무산시켰지만 영국 해협의 나쁜 날씨는 연합군의 보급품 및 병력 강화를 지연시켰고, 이것은 독일군이 연합군 공군으로부터 거의 방해 없이 군대와 물자를 이동시키게 했다. 셸부르는 미국 제7군단에 의해 6월 27일이 되어서야 점령되었고, 독일군의 캉 방어는 굿우드 작전과 애틀랜틱 작전으로 영국군과 캐나다군이 캉의 남쪽 구역을 점령한 7월 20일까지 이어졌다.
연합군 육군 사령관인 버나드 로 몽고메리 장군은 영국군과 캐나다 제2군에 대항하는 교두보의 동쪽 끝으로 독일군을 유인하는 한편, 미국 제1군이 아브랑슈를 향해 코탕탱 반도 서쪽으로 진격하게 하는 전략을 계획하고 있었다.
 7월 25일, 미국 제1군 사령관이었던 오마 브래들리 중장은 코브라 작전을 시작했다. 미국 제1군은 생로 근처의 독일군 방어를 돌파하고 세번째 날의 끝에는 그것의 여러 출발선으로부터 남쪽으로 15 mi (24 km) 진격했다. 7월 30일, 아브랑슈는 점령되었고, 24시간 이내로 미국 제3군의 미국 제8군단이 브르타뉴로 향하는 퐁토보에 있는 다리를 건너 거의 저항 없이 이 지역을 해방시키기 위해 남쪽과 서쪽으로 진격을 계속했다.

### 뤼티히 작전
미군의 진격은 신속했고, 8월 8일에는 옛 독일 제7군의 사령부인 르망이 점령되었다. 코브라 작전에 뒤이어 블루코트 작전과 스프링 작전에서 노르망디에서의 독일군은 너무 감소해서 "오직 SS의 일부 광인들만이 패배를 피한다는 희망을 즐기고 있었다." 동부 전선에서는 중앙 집단군에 대항해 바그라티온 작전이 시작되었기 때문에 서부 전선에서의 병력 강화에 대한 어떠한 가능성도 남지 않게 되었다. 아돌프 히틀러는 룬트슈테트의 해고 이후 대체된 B 집단군의 사령관인 육군 원수 귄터 폰 클루게에게 적을 "전멸"시키고 코탕탱 반도의 서부 해안과 접촉하기 위해 "모르탱과 아브랑슈 사이에서의 즉각적인 반격"을 명령했다.
노르망디 9개의 기갑 사단 중 8개가 공격에 사용되었지만 오직 4개 사단이 제때 도착할 수 있었다. 독일군 사령관들은 그들 병력이 공격이 불가능하다고 주장했지만 경고는 무시되었고, 모르탱 주변에서 8월 7일 뤼티히 작전이 시작되었다. 초기 공격은 제2기갑사단, 제1SS기갑사단 총통경호친위대 아돌프 히틀러, 제2SS기갑사단 다스 라이히에 의해 시작되었지만 그들은 4호 전차 75대, 5호 전차 판터 70대, 그리고 자주포 32문만 가지고 있었다. 연합군은 울트라 암호 해독기를 통해 신호를 가로채 미리 경고했고, 8월 13일까지 공격이 지속되었음에도 불구하고 뤼티히 작전의 위협은 24시간 이내로 끝나고 말았다. 뤼티히 작전은 미국 제1군에 의해 코탕탱 반도 서쪽에 남아있는 가장 강력한 독일군 부대의 패배를 가져왔고, 노르망디 전선에서 붕괴 직전에 이르게 하였다. 오마 브래들리는 이렇게 말했다.
이것은 사령관에게 한 세기에 한번 이상 오지 않는 기회이다. 우리는 모든 적군을 파괴하고 여기서 독일 국경까지 온 힘을 다해 진격하게 될 것이다.

### 토털라이즈 작전

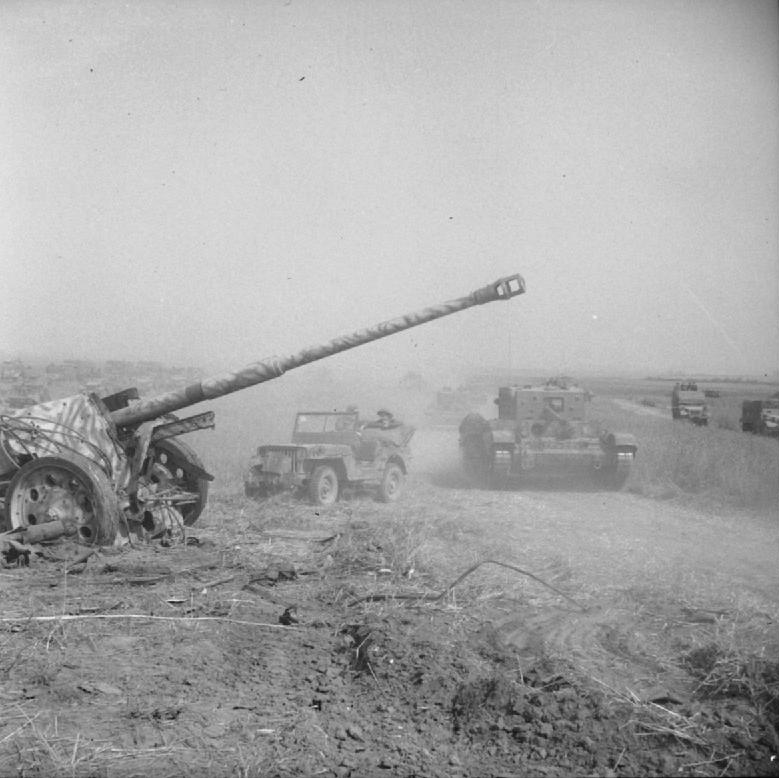
크롬웰 전차와 윌리스 MB 지프가 파괴된 독일군 88 mm PaK 43 대전차포가 토털라이즈 작전 중 이동하고 있다.

제1캐나다군은 B 집단군을 가두기 위해 팔레즈 북쪽의 고지를 점령하라는 명령을 받았다. 캐나다군은 토털라이즈 작전을 계획했는데, 폭격기와 야간 공격을 위한 캥거루 장갑차를 동원하는 공격이었다. 토털라이즈 작전은 8월 7일과 8월 8일 사이의 밤에 시작되었다. 주력 보병은 전자 지원 및 발광체의 안내를 받으며 캥거루에 탑승했는데, 14 km (8.7 mi)을 고수하며 제89보병사단의 잔존 세력과 제101SS중전차대대의 지원을 받는 제12SS기갑사단 히틀러유겐트와 맞서야 했다. 베르리에르 능선과 생토가 8월 9일 점령되었지만, 독일군의 저항과 몇몇 캐나다 부대의 부족한 리더십으로 진격의 속도가 느려졌고, 이것은 제4캐나다기갑사단과 제1폴란드기갑사단에게 많은 손실을 입혔다. 8월 10일에 영국-캐나다 연합군 병력이 팔레즈 북쪽의 195 고지에 도달했다. 다음 날 시먼즈가 보병사단으로 기갑사단을 보병사단으로 교대함으로써 공세가 끝났다.

## 서막

### 연합군의 계획
폰 클루게는 여전히 조여오는 연합군의 올가미로부터 그의 병력을 철수시키기를 희망했고, 몽고메리는 미국 제3군이 센강과 루아르강 사이의 퇴로를 차단하여 서부 프랑스의 생존해 있는 모든 독일군 병력을 가두는 동안 영국군과 캐나다 군이 팔레즈에서 센 강을 향해 진격하는 것을 통해 "긴 차단"을 계획할 시간을 가지고 있었다. 8월 8일의 전화 통화에서 연합국 해외원정군 최고사령부의 드와이트 아이젠하워 장군은 아르장탕에서의 더 짧은 봉쇄라는 미군의 제안을 언급했다. 몽고메리와 패튼은 불안해했다. 연합군이 아르장탕과 알랑송, 팔레즈를 빠르게 점령하지 못한다면 많은 독일군이 도주할 수 있었다. 필요하다면 원래 계획에서 한발 물러설 수 있다고 믿었기에 몽고메리는 브래들리가 그 부문의 사람인 것을 알고 그의 소원을 들어주었으며, 제안은 결국 채택되었다.

## 전투

### 트랙터블 작전

1944년 8월 8일부터 8월 17일까지의 대형

남쪽으로부터의 제3군의 진격은 8월 12일 좋은 진전을 만들었다. 알랑송이 점령되었고, 폰 클루게는 그가 모은 군사들에게 반격을 약속할 수 밖에 없었다. 다음날 미국 제15군단의 제5기갑사단은 35 mi (56 km) 진격해 아르장탕을 내려다보는 위치에 도달했다. 8월 13일, 브래들리는 미국 제5기갑사단에게 팔레즈를 향해 더 북쪽으로 진격하라는 패튼의 명령을 기각시켰다. 브래들리는 제15군단에게 다른 방향으로의 작전에 집중하라고 명령했다. 아르장탕 근처의 미군 병력은 철수를 지시받았고, 이것은 미국 제15군단의 협공을 종결했다. 패튼은 이에 반대했지만 곧 순응했고, 이는 팔레즈 고립 지대에서 독일군 병력에게 출구를 남겨두었음을 의미했다.
미군이 남쪽 측면으로의 진격이 중지하고 에버바흐 기갑집단과 교전하고, 북서쪽에서 영국군이 독일군에게 압박을 가하는 동안, 폴란드 제1기갑사단이 포함된 제1캐나다군이 고립지대의 입구를 닫으라는 지시를 받았다. 8월 12일부터 8월 13일까지 레이제 계곡을 따라 제2캐나다보병사단의 제한된 공격이 있은 후, 토털라이즈 작전 이래로 캐나다군은 대부분의 시간을 트랙터블 작전을 준비하는 데 할애했다. 작전은 8월 14일 11시 42분에 토털라이즈 작전 때의 야간 공격을 흉내낸 포병의 연막 공격으로 보호를 받으며 시작되었다. 제4캐나다기갑사단과 제1폴란드기갑사단은 레이종 강을 도하했으나 디브강에서의 지연은 제102SS중전차대대의 티거 전차들에게 반격할 시간을 주었다.
연기를 통과하며 전진하는 것은 진격을 느리게 했으며, 폭격기가 목표를 표시하는데 노란색을 사용했기 때문에 제1캐나다군이 그들의 위치를 표시하고자 노란 연기를 오용한 것은 캐나다군 폭격 및 계획했던 것보다 더 느린 진격을 초래했다. 8월 15일, 제2캐나다보병사단, 제3캐나다보병사단과 제2캐나다보병여단은 공세를 지속했지만 진격은 여전히 느렸다. 제4기갑사단은 완강한 독일군의 저항과 몇몇 독일군의 반격에 맞서며 솔라니를 점령했지만, 이들의 저항으로 트러로의 돌파구는 저지되었다. 다음날 제2캐나다보병사단이 무장친위대의 미약한 저항과 분산된 독일군 보병의 고립지대에 대항하며 팔레즈에 진입했고, 8월 17일 마을을 확보했다.
8월 16일 정오에 폰 클루게는 다른 반격을 위한 히틀러의 지시를 거절했고, 오후에 히틀러는 철수를 동의했으나 폰 클루게가 연합군에 항복하려는 의도가 있다고 의심하게 되었다. 이후 8월 17일, 히틀러는 폰 클루게를 해임하고 그를 독일로 불렀다. 클루게는 이후 자살했거나 7월 20일 음모에서의 폭발 계획에 대한 그의 연관으로 SS 사무관인 유겐 스트루프에 의해 살해되었다. 발터 모델이 폰 클루게의 후임이 되었고, 그의 첫 행동은 제7군과 제5기갑군의 즉각적으로 철수하는 동안 제2SS판저군단과 나머지 4개의 기갑사단 잔여군에게 영국군과 캐나다에 맞서 탈출로의 북쪽 지역을 지키고 제47기갑군단에게는 미국 제3군에 맞서 탈출로의 남쪽을 지키는 것을 지시하는 것이었다.

### 포위

1944년 8월 20일 캐나다-폴란드 연합군의 위치로 반격을 가하는 독일군

8월 17일에도 포위는 끝나지 않았다. 제1캐나다군의 일부였던 제1폴란드기갑사단은 3개의 전투단으로 나뉜 채 샹부아에서 미군을 만나기 위해 남동쪽으로 재빨리 진격해야 했다. 트러는 8월 18일 제4캐나다기갑사단에 의해 함락되었다. 샹부아를 8월 19일에 점령한 이후, 폴란드 전투단은 제4캐나다기갑사단의 강화에 힘입어 저녁에 미국 제90보병사단과 프랑스 제2기갑사단과 그들의 지역을 연결하는데 성공했다. 연합군은 더 많은 병력으로 제7군의 도주로를 완전히 차단하지는 못했으며, 포위망 안의 독일군 부대가 그들의 위치를 향해 공격해왔다. 독일 제2기갑사단이 캐나다군이 있는 생람베르 절반을 차지하고 해질 무렵이 될 때까지 약 6시간 동안 도주로를 열어놓았다. 많은 독일군이 도주했고, 작은 부대 집단들이 밤에 디브강을 건너 도망가는데 성공했다.
샹부아를 점령한 이후, 폴란드 전투단 2개가 북동쪽으로 진군하여 몽오르멜(오르멜 산) 능선의 262고지에 도달한 후, 8월 19일 밤새 참호를 파는 데 집중했다. 다음 날 아침 모델은 제2SS기갑사단과 제9SS기갑사단 호엔슈타우펜에게 폴란드군이 있는 위치를 향해 포위망의 외부를 공격하라고 지시했다. 정오 이후, 제10SS기갑사단 프룬츠베르크와 제12SS기갑사단, 그리고 제16기갑사단의 일부 부대가 폴란드군 방어선을 뚫고 포위망을 열기 위해 노력했으며, 제9SS기갑사단은 캐나다군의 개입을 막았다. 오후 중반 즈음, 약 1만 명의 독일군이 포위망을 빠져나갔다.

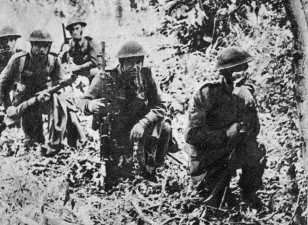
1944년 8월 20일 262 고지에서 엄폐물을 향해 진격하는 폴란드 보병

폴란드군은 262고지를 사수했으며 후퇴하는 독일군을 향해 화포를 직사할 수 있게 되었다. 하우서는 폴란드군이 제거되어야 한다고 명령했다. 제352보병사단의 잔병들과 제2SS기갑사단의 몇몇 전투 부대가 폴란드 제2기갑사단의 제8, 제9부대에 큰 손실을 입혔지만 공격은 거의 대부분의 독일군 무기가 파괴된 채 격퇴당했고, 폴란드 군은 제47기갑군단의 잔병들이 후퇴하는 것을 볼 수 있었다. 이날 밤 간헐적인 전투가 벌어졌으며, 폴란드군은 독일군의 후퇴를 막기 위해 주기적인 포격을 요청했다.

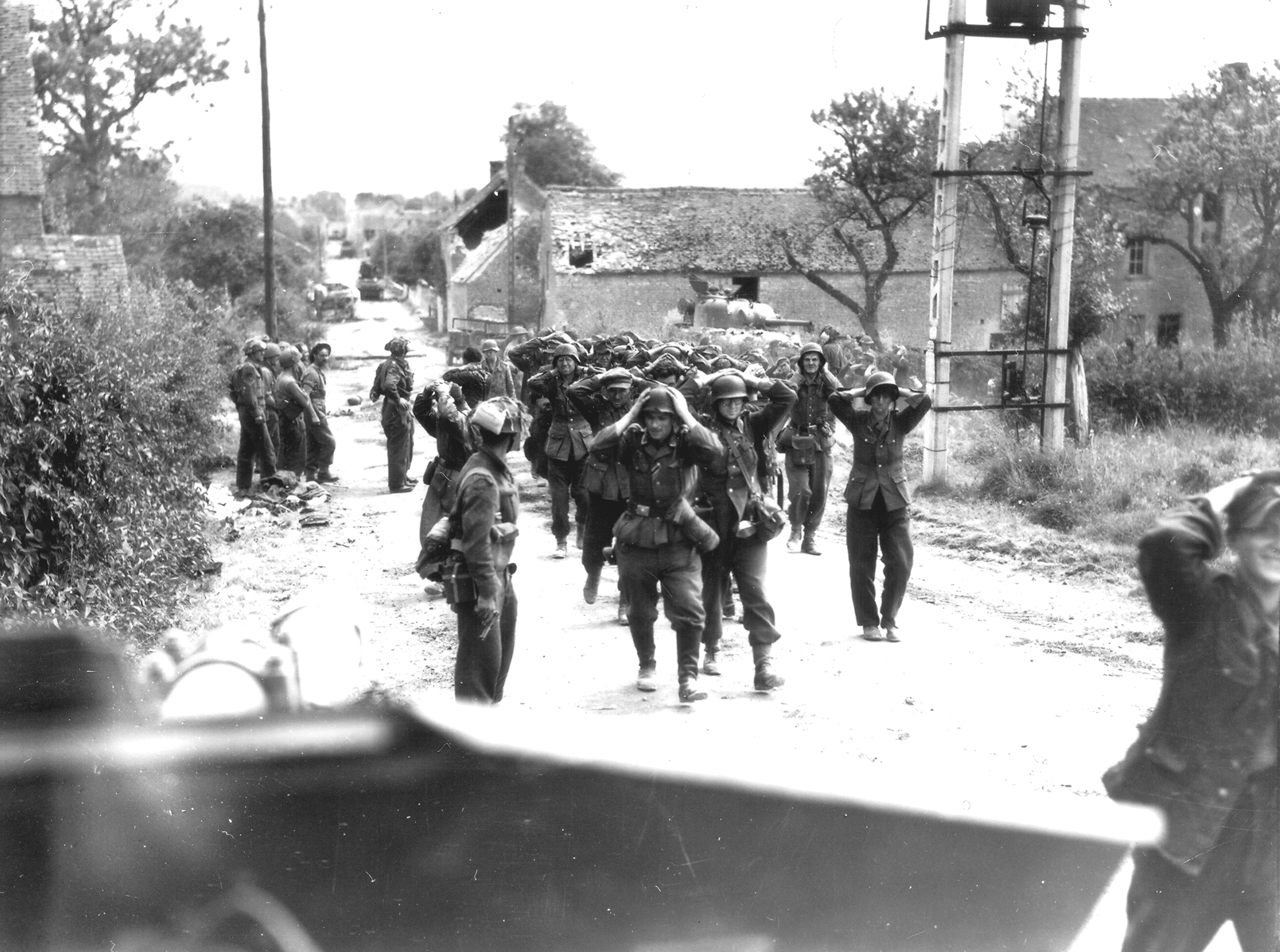
1944년 8월 19일 생람베르에서 항복하는 독일군

독일군의 공격은 다음 날 아침에 재개되었지만, 폴란드군은 능선의 사수지점을 유지했다. 오전 11시에 제9부대의 위치를 향한 마지막 공격이 근처 SS부대에 의해 개시되었고, 몇 시간 후 이들의 공격은 격퇴되었다. 정오 이후 캐나다척탄수비대가 몽오르멜에 다다랐고, 오후 늦게에는 제2SS기갑사단과 제9SS기갑사단의 잔병들이 센 강을 향해 철수했다. 팔레즈 포위전에서 제1폴란드기갑사단은 1,141명의 사상자를 냈으며 이 중 466명이 죽었다. 한편, 몽오르멜에서의 폴란드군 사상자는 351명으로, 11대의 전차 또한 이 전투에서 파괴되었다. 능선에 대한 공격으로 독일군은 500명이 죽고 1,000명이 포로로 수감되었으며 이들 중 대부분은 제12SS기갑사단에서 왔다. 6호 전차 티거 1와 판터, 4호 전차 다수도 파괴되었다. 8월 21일, 제4캐나다기갑사단은 폴란드군과 코데하르에서 만났으며 제3 및 제4캐나다보병사단은 생람베르와 샹부아로 이어지는 북쪽 길을 점령했다. 이로써 팔레즈 포위망은 완전히 닫혔다.

## 결과

### 분석

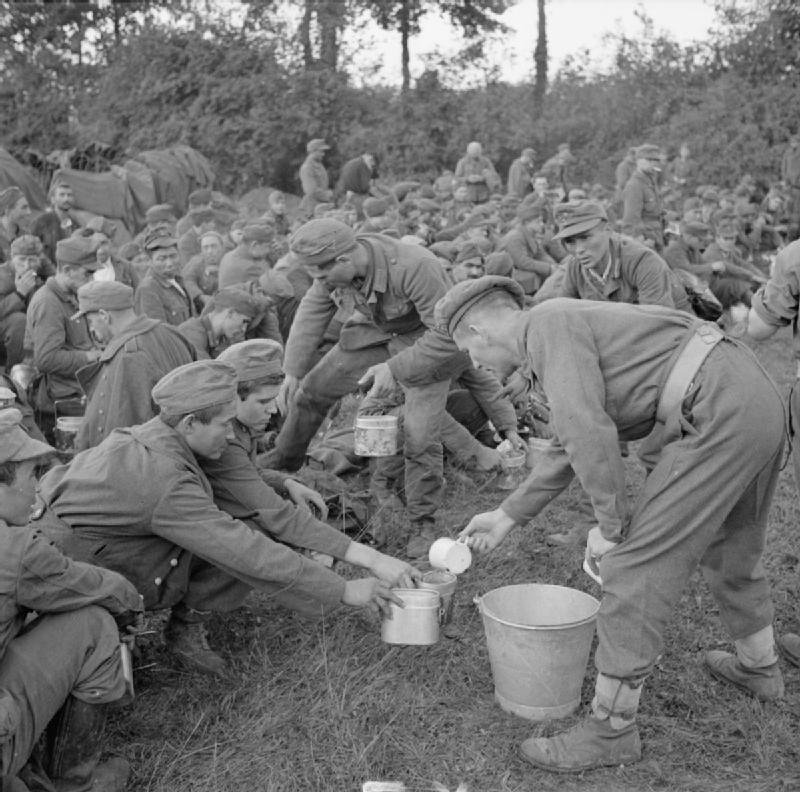
독일군 포로들이 전투 중에 영국군에게 차를 대접받고 있다.

팔레즈 포위전의 종결은 노르망디 전투에서 독일군의 결정적인 패배로 끝났다. 히틀러의 개입은 첫날부터 해로웠으며, 비현실적인 역공세를 고집하고, 장군들을 지나치게 관리하며, 군대가 전멸 위기에 처했을 때 철수를 거부했다. 노르망디 전투 동안 독일군은 40개 이상의 사단을 잃었다. 정확한 수치는 없지만 역사가들은 이 전투로 독일군이 450,000명의 병력을 잃었고, 그 중 240,000명이 사망하거나 부상당했다고 추정한다. 연합군은 지상군에서 209,672명의 사상자를 냈으며, 그 중 36,976명이 사망하고 19,221명이 실종되었다. 연합군 공군은 오버로드 작전과 관련하여 16,714명의 공군이 사망하거나 실종되었다. 오버로드 작전의 최종 전투인 파리 해방은 8월 25일에 이어졌고, 8월 30일 마지막 독일군 부대가 센강을 건너 후퇴함으로써 오버로드 작전은 종료되었다.
포위 지역은 전투의 흔적으로 가득했다. 마을들은 파괴되었고, 버려진 장비들로 인해 일부 도로는 통행이 불가능했다. 군인과 민간인의 시체가 지역에 널려 있었고, 수천 마리의 죽은 소와 말도 함께 있었다. 8월의 더운 날씨에 구더기가 시체 위를 기어다니고, 파리 떼가 지역에 몰려들었다. 조종사들은 수백 피트(미터) 상공에서도 냄새를 감지했다고 보고했다. 아이젠하워 장군은 다음과 같이 기록했다:
팔레즈 전장은 전쟁 지역 중 어느 곳보다도 가장 큰 '살육장' 중 하나였다. 격전이 끝난 지 48시간 후 나는 도보로 그 지역을 지나가며 단테가 묘사할 수 있는 광경을 목격했다. 수백 야드를 걸어가면서 부패하는 시체들 위를 밟지 않고는 걸을 수 없었다.— 드와이트 아이젠하워

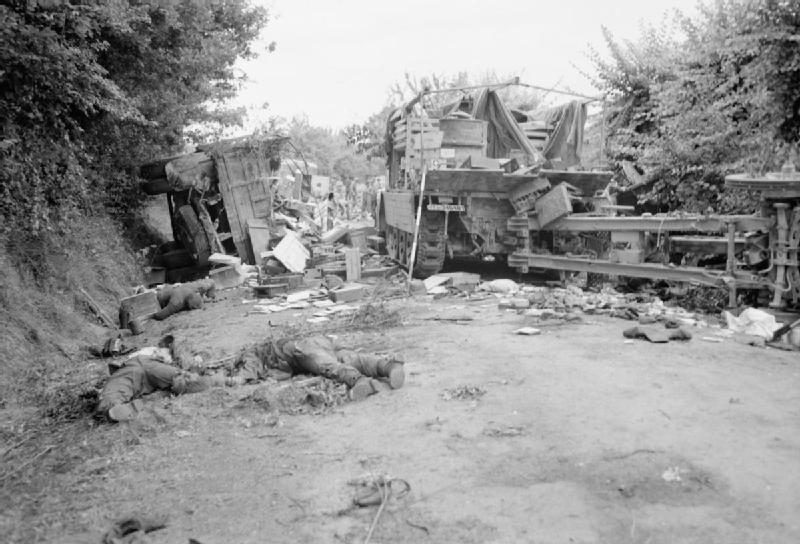
영국 공군의 호커 타이푼 전폭기의 공격 후 팔레즈 포위망에 있는 샹부아 인근에 널린 독일군의 차량과 시체.

악취 나는 환경으로 인한 감염 우려로 연합군은 해당 지역을 '건강에 해로운 지역'으로 선언했다. 그러나 지역 정리는 우선순위가 낮아 11월까지 이어졌다. 부풀어 오른 시체들은 소각하기 전에 가스를 배출하기 위해 총으로 쏴야 했고, 불도저가 죽은 동물들을 치우는 데 사용되었다.
많은 독일군이 포위망에서 탈출한 것에 실망한 많은 연합군 지휘관들은, 특히 미국인들은 포위망을 조이는 데 있어 몽고메리의 긴박함이 부족했다고 비판했다. 전쟁 직후, 평시의 저명한 언론인이자 아이젠하워 참모로 복무한 랄프 잉거솔은 당시 미국의 일반적인 견해를 다음과 같이 표현했다.
국제군 경계선은 팔레즈 쪽 아르장탕을 막 지나 영국과 미국의 전장을 임의로 나누었다. 포위망을 닫는 임무를 맡았다고 생각한 패튼의 부대는 아르장탕을 지나치며 멈추지 않고 국제 경계선을 넘었다. 지상군을 평범하게 지휘하고 있던 몽고메리는 이제 권한을 행사하기로 결정하고 패튼에게 국제 경계선 쪽으로 돌아가라고 명령했다. 그러나 패배했지만 여전히 조직적으로 후퇴하던 독일군은 10일 동안 팔레즈 포위망을 통해 퇴각했다.— 랄프 잉거솔

몇몇 역사가들은 포위망을 더 일찍 닫을 수 있었다고 생각했다. 윌모트는 예비로 보유하고 있던 영국 사단이 있었음에도 불구하고 몽고메리가 가이 시먼즈를 지원하지 않았고, 트런과 샹부아에서 캐나다군의 진격이 사령부가 요구하는 만큼 '활기차고 대담하지 않았다'고 썼다. 영국 작가이자 역사가인 맥스 헤이스팅스는 몽고메리가 토털라이즈 작전 동안 캐나다군의 부진한 성과를 목격한 후 베테랑 영국 사단을 전면에 내세웠어야 했다고 썼다. 데스테와 블룸슨은 몽고메리와 해리 크레러가 영국-캐나다 연합군에게 더 많은 추진력을 줄 수 있었을 것이라고 썼다. 패튼이 전투 후 브래들리가 아르장탕에서 그를 멈추지 않았다면 미군이 독일군의 탈출을 막을 수 있었다는 주장은 '터무니없는 과잉 단순화'라고 평가했다.
윌모트는 "당시의 보고와 달리, 미국군은 샹부아에서 합류한 다음 날인 8월 20일까지 아르장탕을 점령하지 못했다"고 썼다. 헤이스팅스에 따르면 아르장탕과 샹부아 사이의 틈을 막은 미국 부대인 제90사단은 노르망디의 어떤 연합군 중에서도 가장 비효율적인 부대 중 하나였다. 그는 브래들리가 패튼을 멈춘 진짜 이유가 영국군과의 우발적 충돌에 대한 두려움이 아니라, 강력한 독일군 부대가 여전히 활동 중이었기 때문에 미군이 초기 차단 지점을 방어할 수단이 부족했고 후퇴하는 낙하산부대(Fallschirmjäger)와 제2 및 제12 SS기갑사단에 의해 "당황스럽고 불필요한 좌절"을 겪을 것이라는 것을 알고 있었기 때문이라고 추측했다.

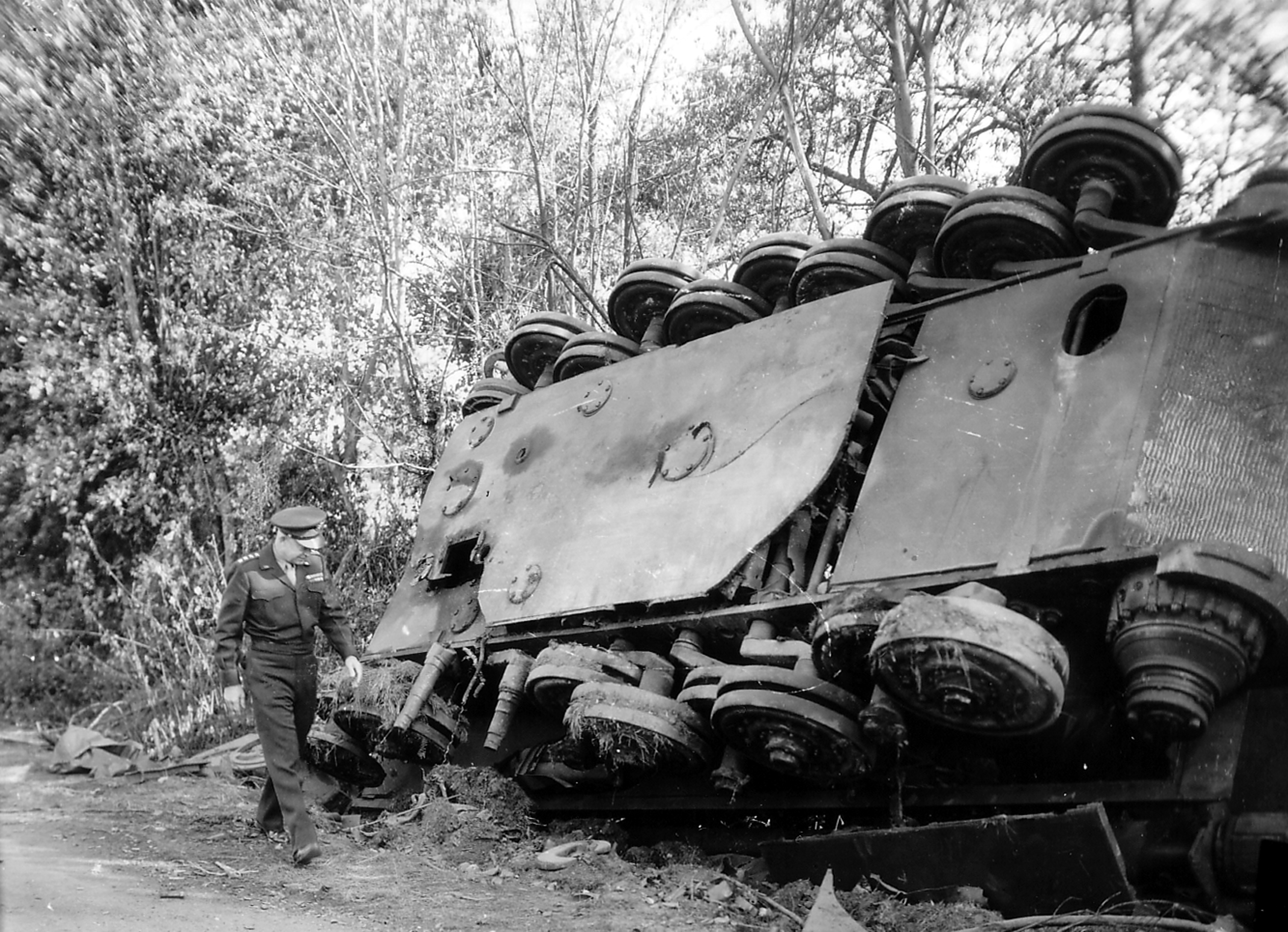
드와이트 D. 아이젠하워가 포위망에 위치한 샹부아에서 피해를 평가하고 있다.

브래들리는 전쟁 후 다음과 같이 썼다:
패튼이 좁은 목을 가로질러 방어선을 펼쳤을 수도 있지만, 나는 그가 이를 유지할 수 있을지 의심스러웠다. 지금 19개의 독일 사단이 함정에서 탈출하기 위해 우르르 몰려오고 있었다. 한편, 조지(패튼)는 이미 알랑송, 세, 아르장탕을 통한 세 개의 주요 탈출로를 막고 있었다. 그가 방어선을 팔레즈까지 확장했다면, 그는 그의 도로 차단 거리를 40마일(64km)까지 늘렸을 것이다. 적은 돌파할 수 있었을 뿐만 아니라, 몰려오는 과정에서 패튼의 위치를 짓밟았을 것이다. 나는 팔레즈에서의 부러진 목보다는 아르장탕에서의 단단한 어깨를 훨씬 선호했다."— 오마 브래들리

### 사상자
1944년 8월 22일까지, 연합군 전선 서쪽에 있던 모든 독일군 병사들은 사망하거나 포로로 잡혔다. 포위망 내 독일군 손실에 대한 역사가들의 추정은 다양하다. 대다수는 80,000명에서 100,000명의 병력이 포위망에 갇혀 있었고, 그 중 10,000명에서 15,000명이 사망하고, 40,000명에서 50,000명이 포로로 잡혔으며, 20,000명에서 50,000명이 탈출했다고 보고 있다. 슐만, 윌모트, 엘리스는 포위망 내에 14개 사단에서 15개 사단의 잔여 병력이 있었다고 추정했다. 데스테는 80,000명의 병력이 갇혔고, 그 중 10,000명이 사망하고, 50,000명이 포로로 잡혔으며, 20,000명이 탈출했다고 기록했다. 슐만은 80,000명이 갇혔고, 10,000~15,000명이 사망했으며, 45,000명이 포로로 잡혔다고 추정했다. 윌모트는 100,000명이 갇혔고, 10,000명이 사망했으며, 50,000명이 포로로 잡혔다고 기록했다.  윌리엄스는 100,000명의 독일군 병력이 탈출했다고 썼다. 테임랜더는 50,000명의 독일군 병력이 포위망에 갇혔고, 그 중 10,000명이 사망하고 40,000명이 포로로 잡혔으며, 또 다른 50,000명이 탈출했을 것으로 추정했다. 북부 지역에서는 독일군이 344대의 전차, 자주포 및 기타 경장갑차와 2,447대의 비장갑 차량, 252문의 포를 포기하거나 파괴했다. 262고지 주변 전투에서는 독일군이 2,000명이 사망하고 5,000명이 포로로 잡혔으며, 55대의 전차, 44문의 포, 152대의 기타 장갑차가 파괴되었다. 1944년 8월 22일까지, 제12SS기갑사단 '히틀러유겐트'는 약 8,000명의 병력을 잃었으며, 이는 초기 병력 20,540명 중 대부분의 전차와 차량이 전투 그룹에 재배치된 결과였다. 여러 독일군 부대의 일부 병력은 동쪽으로 탈출했지만, 대부분의 장비를 남겨두고 떠났다. 전투 후, 연합군 조사관들은 독일군이 포위망에서 약 500대의 전차와 돌격포를 잃었고, 거의 모든 장비가 센강을 건너지 못했다고 추정했다.

## 같이 보기
- 파리 해방

### 인용
1. ↑  Stacey, p. 271
2. ↑  http://www.historynet.com/world-war-ii-closing-the-falaise-pocket.htm
3. ↑  “The Canadians in the Falaise Pocket”. 2016년 3월 4일에 원본 문서에서 보존된 문서. 2016년 4월 28일에 확인함.
4. ↑  제1기갑사단의 2,300명 포함[3]
5. ↑  Van der Vat, p. 110
6. ↑  Williams, p. 114
7. ↑  Griess, pp. 308–310
8. ↑  Hart, p.38
9. ↑  Wilmot, pp. 390–392
10. ↑  Hastings, p.257
11. ↑  Wilmot, p. 393
12. ↑  Williams, p. 185
13. ↑  Wilmot, p. 394
14. ↑  Hastings, p. 280
15. ↑  Williams, p. 194
16. 1 2  Hastings, p. 277
17. ↑  D'Este, p. 414
18. 1 2  Williams, p. 196
19. ↑  Wilmot, p. 401
20. ↑  Hastings, p. 283
21. ↑  Hastings, p. 285
22. ↑  Messenger, pp. 213–217
23. ↑  Bennett 1979, pp. 112–119.
24. ↑  Hastings, p. 286
25. ↑  Hastings, p. 335
26. 1 2  Williams, p. 197
27. ↑  D'Este, p. 404
28. 1 2  Hastings, p. 296
29. ↑  Zuehlke, p. 168
30. ↑  Williams, p. 198
31. ↑  Hastings, p. 299
32. 1 2 3  Hastings, p. 301
33. 1 2  Bercuson, p. 230
34. ↑  Hastings, p. 300
35. 1 2 3  Hastings, p. 353
36. ↑  Copp (2003), p. 234
37. 1 2 3  Wilmot, p. 417
38. ↑  Essame, p. 168
39. 1 2 3  Essame, p. 182
40. ↑  D'Este, p. 441
41. ↑  Wilmot, p. 419
42. 1 2  Bercuson, p. 231
43. ↑  Hastings, p. 354
44. 1 2 3  Hastings, p. 302
45. ↑  Van Der Vat, p. 169
46. 1 2  Bercuson, p. 232
47. ↑  Copp (2006), p. 104
48. ↑  Wilmot, p. 420
49. 1 2 3 4  Hastings, p. 303
50. ↑  Moczarski, 1981, pp. 226–234
51. ↑  Zuehlke, p. 169
52. 1 2  Wilmot, p. 422
53. ↑  Jarymowycz, p. 192
54. 1 2  Hastings, p. 304
55. ↑  Wilmot, p.423
56. ↑  D'Este, p. 456
57. ↑  Jarymowycz, p. 195
58. ↑  Jarymowycz, p. 196
59. 1 2  Van Der Vat, p. 168
60. 1 2  D'Este, p. 458
61. 1 2 3  McGilvray, p. 54
62. ↑  Bercuson, p. 233
63. ↑  Copp (2003), p. 249
64. 1 2 3  Hastings, p. 313
65. 1 2  Williams, p. 204
66. 1 2  Williams, p. 205
67. ↑  Tamelander, Zetterling, p. 341.
68. ↑  Hastings, p. 319
69. ↑  Hastings, p. 311
70. 1 2 3 4  Lucas & Barker, p. 158
71. 1 2  Hastings, p. 312
72. ↑  Eisenhower 1948, 279쪽
73. ↑  Lucas & Barker, p. 159
74. 1 2 3  Wilmot, p. 424
75. ↑  Ingersoll 1946, 190–191쪽
76. 1 2  Hastings, p. 369
77. ↑  Wilmot, p. 425
78. ↑  Bradley, p. 377
79. ↑  Hastings, p. 306
80. ↑  D'Este, pp. 430–431
81. ↑  D'Este, pp. 430–431
82. ↑  Shulman, pp. 180, 184
83. ↑  Wilmot, pp. 422, 424
84. ↑  Tamelander, Zetterling, p. 342
85. ↑  Reynolds, p. 88
86. ↑  McGilvray, p. 55
87. ↑  Zetterling, p. 316
88. ↑  Zetterling, p. 311
89. ↑  Hastings, p. 314

### 참고 서적
- Bennett, R. (1979). 《Ultra in the West: The Normandy Campaign of 1944–1945》. London: Hutchinson. ISBN 0-09-139330-2.
- Bercuson, D. (2004) [1996]. 《Maple Leaf Against the Axis》. Markham, Ontario: Red Deer Press. ISBN 0-88995-305-8.
- Bradley, O. (1951). 《A Soldier's Story》 Modern Library 1999판. New York: Holt. ISBN 978-037-575421-0.
- Copp, T. (2006). 《Cinderella Army: The Canadians in Northwest Europe, 1944–1945》. Toronto: University of Toronto Press. ISBN 0-8020-3925-1.
- Copp, T. (2007) [2003]. 《Fields of Fire: The Canadians in Normandy》. Toronto: University of Toronto Press. ISBN 978-0-8020-3780-0.
- D'Este, C. (2004) [1983]. 《Decision in Normandy: The Real Story of Montgomery and the Allied Campaign》. london: Penguin Books. ISBN 0-141-01761-9.
- Eisenhower, Dwight D. (1948). 《Crusade in Europe》. New York: Doubleday.
- Ellis, Major L. F.; R.N., Captain G. R. G. Allen; Warhurst, Lieutenant-Colonel A. E. & Robb, Air Chief-Marshal Sir James (1962).  Butler, J. R. M., 편집. 《Victory in the West: The Battle of Normandy》. History of the Second World War United Kingdom Military Series I Naval & Military Press, 2004판. London: HMSO. ISBN 1-84574-058-0.
- Essame, H. (1988) [1973]. 《Patton: as Military Commander》. New York: Da Capo Press. ISBN 978-0-585-10019-7.
- Griess, T. (2002). 《The Second World War: Europe and the Mediterranean》. United States Military Academy West Point, New York: SquareOne. ISBN 0-7570-0160-2.
- Hart, S. A. (2007) [2000]. 《Colossal Cracks: Montgomery's 21st Army Group in Northwest Europe, 1944–45》. Mechanicsburg PA: Stackpole Books. ISBN 0-8117-3383-1.
- Hastings, M. (2006) [1985]. 《Overlord: D-Day and the Battle for Normandy》. New York: Vintage Books USA; Reprint. ISBN 0-307-27571-X.
- Jarymowycz, R. (2001). 《Tank Tactics: from Normandy to Lorraine》. Boulder CO: Lynne Rienner. ISBN 1-55587-950-0.
- Keegan, J. (2006). 《Atlas of World War II》. New York: HarperCollins. ISBN 0-06-089077-0.
- Lucas, J.; Barker, James (1978). 《The Killing Ground, The Battle of the Falaise Gap, August 1944》. London: BT Batsford. ISBN 0-7134-0433-7.
- McGilvray, E. (2004). 《The Black Devils' March - A Doomed Odyssey - The 1st Polish Armoured Division 1939–45》. Solihull: Helion. ISBN 978-1-874622-42-0.
- Messenger, C. (1999). 《The Illustrated Book of World War II》. San Diego, CA: Thunder Bay. ISBN 1-57145-217-6.
- Moczarski, K.; Mariana Fitzpatrick; Jürgen Stroop (1981). 《Conversations With an Executioner》. New Jersey: Prentice-Hall. ISBN 0-13-171918-1.
- Reynolds, M. (2002). 《Sons of the Reich: The History of II SS Panzer Corps in Normandy, Arnhem, the Ardennes and on the Eastern Front》. Philadelphia PN: Casemate. ISBN 0-9711709-3-2.
- Shulman, M. (2007) [1947]. 《Defeat in the West》. Whitefish MT: Kessinger. ISBN 0-548-43948-6.
- Tamelander, M.; Zetterling, N. (2003) [1995]. 《Avgörandes ögonblick: Invasionen i Normandie 1944》 (스웨덴어). Stockholm: Nordstedts Förlag. ISBN 91-1-301204-5.
- Trew, S.; Badsey, S. (2004). 《Battle for Caen》. Battle Zone Normandy. Stroud: History Press. ISBN 0-7509-3010-1.
- van der Vat, D. (2003). 《D-Day; The Greatest Invasion, A People's History》. Aurora IL: Madison Press. ISBN 1-55192-586-9.
- Williams, A. (2004). 《D-Day to Berlin》. London: Hodder & Stoughton. ISBN 0-340-83397-1.
- Wilmot, C.; McDevitt, C. D. (1997) [1952]. 《The Struggle For Europe》. Ware: Wordsworth Editions. ISBN 1-85326-677-9.
- Zuehlke, M. (2001). 《The Canadian Military Atlas: Canada's Battlefields from the French and Indian Wars to Kosovo》. north york Ontario: Stoddart. ISBN 0-7737-3289-6.
- Ingersoll, Ralph (1946). 《Top Secret》. New York: Harcourt Brace.